# Selawik (Alaska)
Pour les articles homonymes, voir Selawik.
Selawik est une localité d'Alaska aux États-Unis située dans le Borough de Northwest Arctic, sa population était de 829 habitants en 2010. Son nom provient de siilvik qui signifie lieu de l'Inconnu (poisson de la famille des stenodus) en Iñupiat

## Situation - climat
Selawik est situé à l'embouchure de la Selawik, à l'endroit où elle rejoint le Selawik Lake, à environ 113 km de Kotzebue, à proximité du Refuge faunique national de Selawik.
Les températures moyennes vont de −23 °C à −9 °C en janvier et de 4 °C à 18 °C en juillet.

## Histoire
Le lieutenant Lavrenty Zagoskin, de la flotte impériale russe a répertorié la localité en 1840 sous le nom Chilivik et Ivan Petrofn en 1880 avait dénombré 100 habitants appelés Selawigamutes.
Aux alentours de 1908, le village possédait une école construite en rondins de bois, et une église. Actuellement, il s'étend de part et d'autre de la rivière Selawik sur ses deux rives, reliées par des ponts.

## Démographie
| 1880 | 1920 | 1930 | 1940 | 1950 | 1960 |
| ---- | ---- | ---- | ---- | ---- | ---- |
| 100  | 274  | 227  | 239  | 273  | 348  |

| 1970 | 1980 | 1990 | 2000 | 2010 | - |
| ---- | ---- | ---- | ---- | ---- | - |
| 429  | 535  | 596  | 772  | 829  | - |

## Sources et références
- (en) CIS

- (en) Cet article est partiellement ou en totalité issu de l’article de Wikipédia en anglais intitulé « Selawik, Alaska » (voir la liste des auteurs).

1. ↑  « Statistiques des États-Unis - Alaska - Profils des communautés de 2010 » (consulté en novembre 2020)